# Tours jumelles de Brazzaville
 (août 2025).
La mise en forme du texte ne suit pas les recommandations de Wikipédia : il faut le « wikifier ».
Les points d'amélioration suivants sont les cas les plus fréquents :
- Les titres sont pré-formatés par le logiciel. Ils ne sont ni en capitales, ni en gras.
- Le texte ne doit pas être écrit en capitales (les noms de famille non plus), ni en gras, ni en italique, ni en « petit »…
- Le gras n'est utilisé que pour surligner le titre de l'article dans l'introduction, une seule fois.
- L'italique est rarement utilisé : mots en langue étrangère, titres d'œuvres, noms de bateaux, etc.
- Les citations ne sont pas en italique mais en corps de texte normal. Elles sont entourées par des guillemets français : « et ».
- Les listes à puces sont à éviter, des paragraphes rédigés étant largement préférés. Les tableaux sont à réserver à la présentation de données structurées (résultats, etc.).
- Les appels de note de bas de page (petits chiffres en exposant, introduits par l'outil «  Source ») sont à placer entre la fin de phrase et le point final[comme ça].
- Les liens internes (vers d'autres articles de Wikipédia) sont à choisir avec parcimonie. Créez des liens vers des articles approfondissant le sujet. Les termes génériques sans rapport avec le sujet sont à éviter, ainsi que les répétitions de liens vers un même terme.
- Les liens externes sont à placer uniquement dans une section « Liens externes », à la fin de l'article. Ces liens sont à choisir avec parcimonie suivant les règles définies. Si un lien sert de source à l'article, son insertion dans le texte est à faire par les notes de bas de page.
- La présentation des références doit suivre les conventions bibliographiques. Il est recommandé d'utiliser les modèles {{Ouvrage}}, {{Chapitre}}, {{Article}}, {{Lien web}} et/ou {{Bibliographie}}. Le mode d'édition visuel peut mettre en forme automatiquement les références.
- Insérer une infobox (cadre d'informations à droite) n'est pas obligatoire pour parachever la mise en page.

Pour une aide détaillée, merci de consulter Aide:Wikification.
Si vous pensez que ces points ont été résolus, vous pouvez retirer ce bandeau et améliorer la mise en forme d'un autre article.
Les tours jumelles de Brazzaville sont un complexe architectural emblématique situé dans le quartier de Mpila, au bord du fleuve Congo, dans la capitale de la République du Congo. Ces deux tours, hautes de 30 étages et culminant à 135,8 mètres, représentent les plus hautes constructions de la ville et symbolisent une étape importante dans la modernisation urbaine de Brazzaville.

## Description et caractéristiques
Les tours jumelles de Brazzaville sont composées de deux bâtiments reliés par une annexe de quatre niveaux, couvrant une surface de 125 000 m² au sol. La configuration comprend :
- Une visite dédiée aux bureaux à usage commercial.
- Une tour dédiée à l'hôtellerie, qui comprend 35 suites et 112 chambres standard du 4ème au 10ème étage, 13 suites ministérielles au 11ème étage, 8 suites présidentielles aux 12ème et 13ème étages, ainsi que 48 appartements de 3 et 4 chambres réparties du 15ème au 27ème étage.
- Un restaurant panoramique tournant situé aux 28ème et 29ème étages, offrant une vue imprenable sur la ville et le fleuve Congo.
- Chaque tour dispose également d'espaces techniques au 30ème étage et de locaux d'abri en cas d'incendie au niveau R+14.

Le complexe comprend également des parkings d'environ 237 places, une station d'épuration, une piscine de 1086 m², ainsi que des infrastructures modernes pour les voiries et réseaux d'alimentation en eau, électricité, téléphonie et assainissement.

## Utilisation et services
L'une des tours abrite un hôtel de luxe avec des salles de conférence, des espaces de restauration, dont le fameux restaurant tournant gastronomique qui est un point d'attraction majeur. L'autre tour est principalement dédiée aux bureaux commerciaux. L'ensemble offre un cadre raffiné et moderne, propice à l'organisation d'événements de haut niveau, ainsi qu'à l'hébergement luxueux en plein centre de Brazzaville.

## Importance et implantation
Ces visites, visibles à l'horizon de Brazzaville, sont projetées non loin du port fluvial, dominant l'horizon et sont devenues un lieu incontournable pour les habitants et les visiteurs. Elles ont été inaugurées en octobre 2023, à l'occasion du Sommet des Trois Bassins, ce qui a accéléré leur finition et leur ouverture au public. Depuis, elles sont devenues un symbole de dynamisme économique et de modernisation urbaine pour la capitale congolaise.

## Contexte architectural et comparatif
Les tours jumelles de Brazzaville font partie d'un mouvement croissant de constructions de tours jumelles en Afrique. Comparées à d'autres tours jumelles du continent, elles suivent celles de Dar es Salam en termes de hauteur, dépassant les constructions similaires à Lagos, Le Caire ou Kinshasa. Leur architecture impressionnante et leur usage mixte en font un modèle d'urbanisme contemporain à Brazzaville.